# Seest Sogn
Seest Sogn er et sogn i Kolding Provsti (Haderslev Stift).
I 1800-tallet var Seest Sogn et selvstændigt pastorat. Det hørte til Andst Herred i Ribe Amt. Seest sognekommune blev ved kommunalreformen i 1970 indlemmet i Kolding Kommune.
I Seest Sogn ligger Seest Kirke.
I sognet findes følgende autoriserede stednavne:
- Hylke Dal (areal)
- Seest (bebyggelse, ejerlav)
- Seest Overholm (bebyggelse)
- Seest Vesterskov (bebyggelse)
- Seest Østerskov (bebyggelse)
- Tandholt (bebyggelse)
- Vranderup (bebyggelse, ejerlav)